# Energy Watch Group
Die Energy Watch Group (Abkürzung: EWG) ist ein internationales Netzwerk von Wissenschaftlern und Parlamentariern zur Untersuchung der Verfügbarkeit und Verknappung fossiler und atomarer Energieressourcen sowie der Ausbaumöglichkeiten erneuerbarer Energien.
Die Energy Watch Group hat mit ihren Studien wiederholt Aussagen der Internationalen Energieagentur (International Energy Agency) in Frage gestellt – so in den Jahren 2008 und 2015 –, was immer wieder zu beträchtlicher medialer Aufmerksamkeit und zu Debatten und Kontroversen geführt hat. Im Fokus steht dabei die Frage, welche Daten man für energiepolitische Entscheidungen heranzieht und in welcher Art und Weise diese ausgewertet und interpretiert werden. Die Energy Watch Group führt die Auseinandersetzung vor allem dort, wo die IEA nach ihrer Ansicht versucht hat, aus solchen Daten voreingenommene Energieverwendungs-Szenarien zu entwickeln und diese zur Handlungsgrundlage zu machen.

## Organisation und Personen
Präsident der 2006 gegründeten Organisation ist Hans-Josef Fell, rechtliche Trägerin war bis 2019 die Ludwig-Bölkow-Stiftung. Die Stiftung ist mit der Ludwig-Bölkow-Systemtechnik GmbH verbunden, einem Beratungsunternehmen im Bereich der erneuerbaren Energien. Darüber hinaus bestehen weitere Verbindungen mit Unternehmen und Lobbygruppen im Erneuerbare-Energien-Sektor. Ab 2020 wurde die Trägerschaft von der Global Eco Transition gGmbH (Berlin) übernommen.
Vorsitzende des Scientific Boards sind Claudia Kemfert, Christian Breyer und Werner Zittel. Beteiligte Wissenschaftler sind u. a. Ugo Bardi (Universität Florenz), Volker Quaschning (Hochschule für Technik und Wirtschaft Berlin) und Eicke Weber (bis 2016 Leiter des Fraunhofer-Instituts für Solare Energiesysteme). Zu den beteiligten Parlamentariern gehören u. a. Loubna Amhaïr (Repräsentantenhaus Marokko), Leila Ouled Ali Bahri (tunesisches Parlament), Adam Bandt (australisches Repräsentantenhaus), Claude Turmes (Luxemburg, bis 2018 im Europäischen Parlament), Hanna Kosonen (finnisches Parlament), Dieter Janecek (Deutscher Bundestag), Jo Leinen (Deutschland, bis 2019 im Europäischen Parlament), Rosaline J. Smith (Parlament von Sierra Leone), Alex Ryabchyn (ukrainisches Parlament), Vladimir Marinković (serbische Nationalversammlung), Sirpa Pietikäinen (Finnland, im Europäischen Parlament) sowie Wafa’ Bani Mustafa (jordanisches Parlament). (Stand Januar 2021) 2023 wurde die Energy Watch Group in eine gemeinnützige Gesellschaft umgewandelt, der Energy Watch UG.

## Untersuchungsergebnisse und Aussagen
Die Energy Watch Group befasst sich zentral mit Untersuchungen der technischen und ökonomischen Machbarkeit eines globalen Energiesystems basierend auf 100 % erneuerbaren Energien. Dazu hat der Think-Tank in Zusammenarbeit mit Forschenden der Technischen Universität Lappeenranta unter Leitung von Christian Breyer in den Jahren 2017 bis 2019 drei Studien veröffentlicht, um diese Machbarkeit zu belegen.
Eine 2017 veröffentlichten Studie legt dar, dass der Übergang zu einer globalen Elektrizitätsversorgung aus 100 % erneuerbaren Energien bis 2050 technisch machbar ist und entstehende Elektrizitätsversorgungssysteme kosteneffektiver gestaltet werden können als heutige Systeme. Die Studienergebnisse wurden 2017 bei der UN-Klimakonferenz in Bonn (COP 23) vorgestellt.
Aufbauend auf dieser Studie erschien 2018 die Modellierung eines Szenarios „Hin zu 100 % Erneuerbaren Energien in Europa in den Sektoren Elektrizität, Wärme, Verkehr und Entsalzung“, vorgestellt im Dezember 2018 auf der COP 24 in Katowice (Polen).
2019 folgte die Studie „Globales Energiesystem mit 100 % Erneuerbaren Energien in den Sektoren Elektrizität, Wärme, Verkehr und Entsalzung“, finanziert durch die Stiftung Mercator und die Deutsche Bundesstiftung Umwelt (DBU).
Aus den Studien geht hervor, dass ein globales Energiesystem basierend auf 100 % erneuerbaren Energien kostengünstiger als das derzeitige Energiesystem ist. Das Argument, fossile Energien würden zur Aufrechterhaltung der Energieversorgungssicherheit benötigt, ist damit nach Ansicht der Energy Watch Group widerlegt.
Analysen der Energy Watch Group zufolge ist auch die oftmals als Brückentechnologie beworbene Verbrennung von Erdgas als äußerst klimaschädlich einzustufen. Einer Veröffentlichung von 2019 zufolge stehen die bei der Fördermethode Fracking freigesetzten Methan-Emissionen in keinem Verhältnis zu den CO2-Einsparungen während der Verbrennung. Aus diesem Grund, so die Energy Watch Group, sollte diese Technologie wie alle anderen fossilen Energieträger zugunsten der erneuerbaren Energien aufgegeben werden.
Die EWG positioniert sich ausdrücklich gegen Energiegewinnung aus nuklearen Quellen. Als Hauptgründe werden das hohe Sicherheits- und Strahlenrisiko nuklearer Reaktoren sowie fehlende Einrichtungen zur sicheren Endlagerung von Atommüll genannt.
Eine weitere Studie der Energy Watch Group mit Unterstützung des World Future Council/Global Renewables Congress und der Haleakala Stiftung kam 2020 zum Ergebnis, dass zur Einhaltung des Paris-Abkommens und damit zur Erreichung der Klimaziele ein breiteres Repertoire an politischen Leitlinien notwendig ist. Insbesondere Ausschreibungen für große Erneuerbare-Energien-Projekte seien nicht zielführend, sondern schafften Hindernisse für das notwendige exponentielle Wachstum dieser Energiequellen.
Vertreten durch Präsident Hans-Josef Fell ist die Energy Watch Group Teil der Globalen Strategiegruppe für 100 % Erneuerbare Energien, der Wissenschaftler wie Marc Z. Jacobson, Michael Mann, Eicke Weber und Brian Vad Mathiesen angehören. Diese Strategiegruppe setzt sich für die Anerkennung eines Klimaneutralitätsziels deutlich vor 2050 ein. Nach Ansicht dieser Wissenschaftlergruppe ist das Datum, um den Klimawandel erfolgreich aufzuhalten, deutlich zu spät angesetzt. Sie fordern stattdessen globale Klimaneutralität schon für 2030. Dies sei durch den Ausbau erneuerbarer Energien zu erreichen.

## Rezeption
Die EWG wird von den internationalen Medien als eine Gruppe von Experten wahrgenommen. So bezeichnete der Spiegel die EWG als „nicht irgendjemand, sondern hochkarätige Experten aus Wirtschaft, Wissenschaft und Politik“ (Der Spiegel). Die Zeit griff eine gemeinsame Studie der EWG mit der Technischen Universität Lappeenranta auf, die sich mit der Frage beschäftigt, ob die gesamte Welt erneuerbar versorgt werden kann. Auch die Deutsche Welle berichtete darüber. Die Süddeutsche Zeitung berichtete über eine Studie der EWG, nach der Erdgas ein schlechter Ersatz für Erdöl ist.
Der Guardian schreibt über die EWG als “The experts, from the Energy Watch group” (The Guardian, deutsch: „Die Experten von der Energy Watch Group“) Peak-Oil.com bezeichnet die EWG als „ein nichtstaatliches Netzwerk, das eigenständig Analysen zu Energiefragen erarbeitet“ (Peak-Oil.com).
Fachzeitschriften und -portale greifen regelmäßig auf von der EWG veröffentlichte Studien und Vorschläge zurück. So berichtete das Schweizer Fachmagazin ee-news über den Vorschlag für ein „Neues Gesetz für versorgungssichere Erneuerbare-Energien-Systeme für Deutschland - für mehr Sektorenkopplung und Innovationen“. Das PV Magazine berichtete über eine Studie der EWG, wonach Ausschreibungen die Erneuerbaren ausbremsen. Auch das Informationsportal Solarify des Max-Planck-Instituts für Chemische Energiekonversion berichtete über Studien der EWG.